# Ханжова, Людмила Ивановна
Людмила Ивановна Ханжова (17 декабря 1956, Махачкала, Дагестанская АССР, СССР) — заслуженный деятель искусств Республики Дагестан, заслуженный деятель Всероссийского музыкального общества, хоровой дирижёр, педагог, общественный деятель, инициатор создания Республиканских фестивалей хоровой музыки в Дагестане.
Закончила Саратовскую государственную консерваторию, аспирантуру (кл. проф. Сидоровой Е. П.).
В 1986 г. организатор и художественный руководитель женского хора «Молодость» Дагестанского педагогического института. Под её руководством хор стал Лауреатом телевизионного конкурса ЦТ «Товарищ-песня»(1986-87г.), Лауреатом II Всесоюзного фестиваля народного творчества (1987 г.)
В 1991 году организовала женский хор «Элегия» Махачкалинского музыкального училища (теоретический и фортепианный отделения). Хор — Лауреат пяти республиканских хоровых фестивалей, сделаны фондовые записи на радио(ГТРК «Дагестан»).
В 1996-1998 годах — руководитель сводного хора Колледжа культуры. В 1998 году хор завоевал Гран-при на конкурсе среди средних учебных заведений г. Махачкалы.
С открытием Дагестанского государственного театра оперы и балета — главный хормейстер театра (1998—2002 года). Постановщик первых двух национальных опер: «Хочбар» Готфрида Гасанова и «Ирчи-Казак» Наби Дагирова.
Хор оперного театра участвовал в IV Всероссийском фестивале «Мир Кавказу»(ноябрь 1999 г., Махачкала), Лауреат республиканских хоровых фестивалей.
В 1999—2006 годах — художественный руководитель сводного хора средне-специальной школы милиции МВД РД, лауреат конкурсов «Милицейские таланты» РД.
Является главным дирижёром сводного хора республиканских хоровых фестивалей.
С февраля 2008 года — художественный руководитель и главный дирижёр Государственного хора республики Дагестан.
В 2009 году Госхору Дагестана присуждён Грант президента республики Дагестан.
В 2014 году хор принял участие в церемонии открытия Зимних Паралимпийских игр в г. Сочи.
Член жюри I Всероссийского музыкального конкурса  по специальности "Хоровое дирижирование" (Краснодар, 2011)
Член жюри  I Открытого фестиваля детско-юношеского творчества им. К. В. Молчанова (Москва, 2015).

## Награды и звания
- заслуженный деятель искусств Республики Дагестан
- заслуженный деятель Всероссийского Музыкального Общества
- За большие творческие заслуги в деле пропаганды хорового искусства и в связи с празднованием 200-летия А. С. Пушкина, удостоена «Благодарности» Министерства Культуры России и награждена памятной медалью Народного-патриотического Союза России (2000 г.)
- Удостоена диплома Фонда развития отечественного музыкального искусства им. П. И. Чайковского (Москва, 2008 г.)